# 전기식지각계
전기식지각계 (esthesiometer)는 피부, 입, 눈 등의 촉각 민감도 또는 환자의 감각, 마취 정도를 시험하기 위하여 전류를 가하는 기구이다.

## 개요

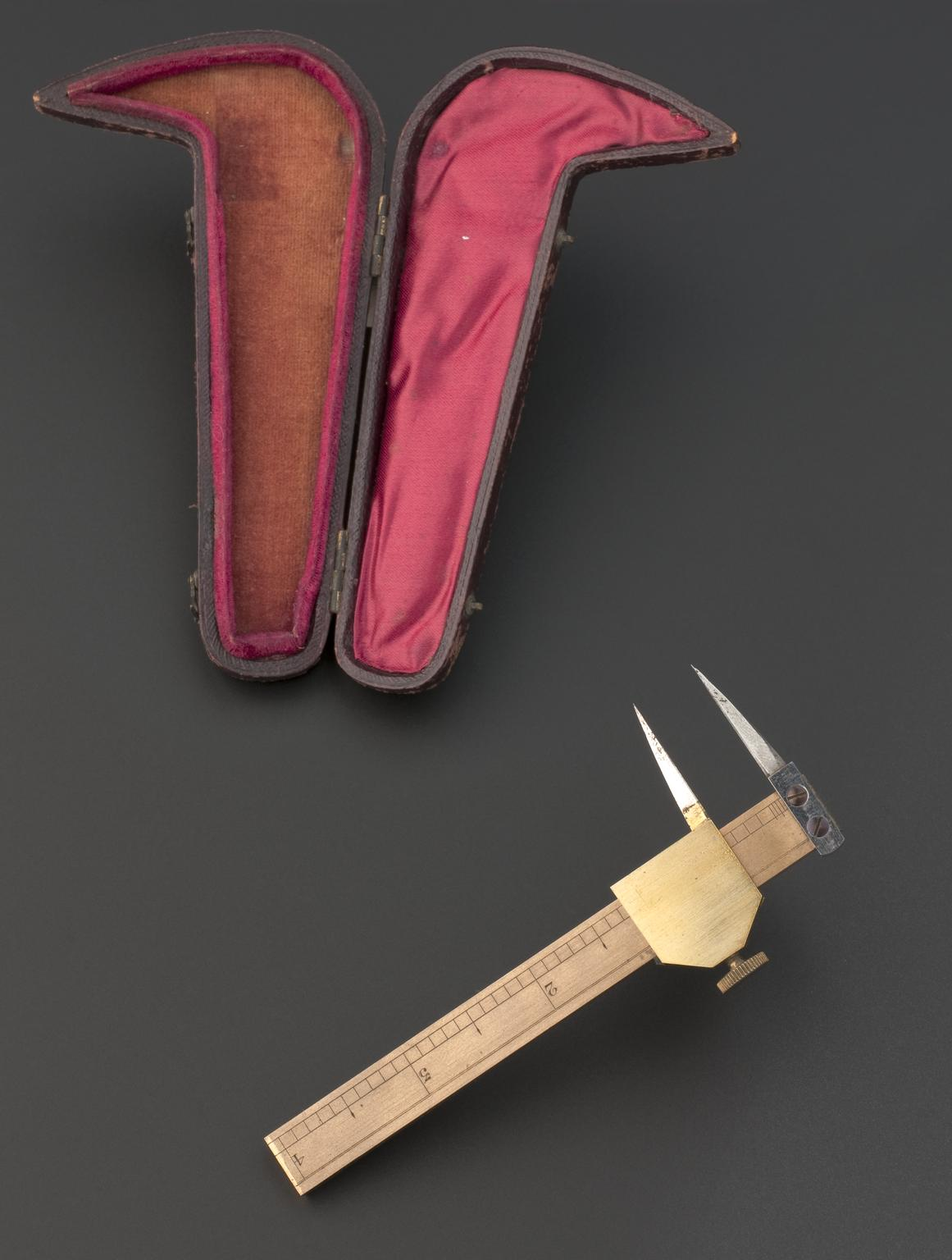
전기식지각계

전기식지각계는 환자의 감각, 마취정도를 시험하기 위하여 전류를 가하는 기구로써, 말초신경염에 의한 신경감각손상의 유무와 심한 정도를 상하지 말단부위에서 특정 주파수 전류 등의 자극에 대해 감각을 인지할 수 있는 자극강도를 정량적으로 측정하는데 사용한다. 감각기능의 이상을 진단, 치료에 대한 반응을 관찰, 추적하며 증상이 없는 small fiber neuropathy 등 감각질환에 유용한 검사 기기이다.
전기식지각계로 수행할 수 있는 통증역치검사(통증검사)는 '바스(VAS)의 통증 점수가 너무나 주관적인 점을 보완하기 위해 객관적으로 통증 정도를 검사하는 방법이다. 전완부 신경에 전극을 붙인 후 단추를 눌러 전기신호를 지각하는 역치를 체크한다. 통증에 예민한 사람은 낮은 정도의 자극에도 빨리 누르는 편이다. 전기 자극을 사용해 통증의 크기를 객관적으로 정량화해 평가하는 방법으로 통증이 가장 심했을 때의 정도를 연상해 측정할 수 있다.'

## 품목 분류
| 분류           | A30240.02                                                                                                 |
| 등급           | 2등급 |
| 품목명(영문명) | 전기식지각계 (Esthesiometer)                                                                              |
| 설명           | 환자의 감각, 마취정도를 시험하기 위하여 전류를 가하는 기구                                                |
| 제조수입여부   | 제조 |
| 신고허가여부   | 허가 |
| 시험검사기관   | - 한국산업기술시험원 - 한국기계전기전자시험연구원 (구 한국전기전자시험연구원 + 구 한국기기유화시험연구원) |

## 행위 분류
| 보험분류번호 | 너688가-다 |
| 보험EDI코드  | FY881, FY882, FY883, FY884 |
| 급여여부     | 비급여 |
| 관련근거     | 보건복지부고시제2005-89호(2005.12.22) |
| 적용일자     | 2006-01-01 |
| 행위명(한글) | 정량적감각기능검사 - 가.진동역치 나.온도역치 다.전류인지역치 |
| 행위명(영문) | Quantitative sensory test - 가.Vibration threshold 나.Temperature threshold 다.Current perception threshold |
| 실시방법     | - 진동역치: 진동발생기를 손이나 발등 등 특정부위에 부착후 진동을 가하면서 피부가 진동을 느끼는 시점의 임계수치를 구함. - 온도역치: 가열수조 등의 온도조절장치를 이용하여 단계별로 온도감각을 특정 피부에 가하여 온도의 변화를 감지할 수 있는 임계수치를 구함. - 전류인지역치: 특정주파수(2000Hz, 250Hz, 5Hz)의 전류를 사용하여 각각의 인지 역치를 구함. (통증역치검사를 실시한 경우에도 소정점수를 산정한다.) |
| 주사항       | 검사부위 불문하고 소정점수를 산정한다. |
| 세부사항     | 100분의100본인부담(보건복지부고시 제2002-49호(2002.7.18))에서 비급여로 전환 |

## 검사 원리
진동역치검사
온도역치검사
전류인지역치검사
통증역치검사

## 관련 제품
- PainVision (PS-2100), (제조국: 일본, 제조사: OSACHI Co., Ltd)
- Pain-View (PV-300), (제조국: 한국, 제조사: 오쎄인[4],[5])